# Theodor von Negri
Freiherr Theodor Wilhelm Raimund von Negri (geboren 9. November 1771 auf Schloss Brunssum bei Brunssum, Herzogtum Limburg; gestorben 8. Juli 1852 in Aachen; preußische Anerkennung des Freiherrenstandes vom 1. August 1829) war von 1816 bis 1840 preußischer Landrat des Kreises Malmedy.

## Leben

### Herkunft und Ausbildung
Der Freiherr Theodor von Negri war der Sohn des Drost zu Valkenburg, Franz Wilhelm Joseph Freiherr von Negri und dessen Ehefrau Johanna Freiin von Negri, geborene Freiin von Eys genannt Beusdal. Nach Oidtman wurde am 6. März 1628 die Familie, vertreten durch Johann Jakob de Negri, in den Reichsadelsstand erhoben. Theodors Urgroßvater Carl und dessen Brüder Johann Baptist und Peter Thomas de Negri ließen sich am 24. März 1724 durch Carl Nicolaus de Berckel, Vorstand des heraldischen Amts in Brabant, eine Bestätigung ihres Adelstitels ausstellen. Theodors Großvater mütterlicherseits, Friedrich Freiherr von Eys genannt Beustael nahm 1743 im Vergleichswege den Broicher Hof in Besitz, dieser gelangte 1786 an den Onkel Joseph Anselm Anton von Negri durch dessen Heirat mit Maria Johanna Josepha von Eys genannt Beusdal.
Nach Karl Leopold Kaufmann erhielt Theodor von Negri bis zum achten Lebensjahr seine Erziehung im elterlichen Hause und in Anwesenheit eines Haushofmeisters. Von dort wurde er zunächst an die Schule in Sittard und zwei Jahre darauf an eine Lehranstalt in Visé überwiesen, an der er während des dreijährigen Aufenthalts insbesondere seine Kenntnisse der französischen Sprache erweiterte. Es schlossen sich fünf Jahre der weiteren Ausbildung im Kollegium in Jülich an, bevor er im Jahr 1790 an der Universität in Köln ein Studium der Philosophie aufnahm. Nach zwei Jahren wechselte er dann unter Fortsetzung seiner Studien zu der Fachrichtung Rechtswissenschaften an die Universität in Löwen. Sein dortiger Aufenthalt wurde indes durch die Ereignisse des Ersten Koalitionskriegs unterbrochen, der den Anschluss der Österreichischen Niederlande an Frankreich nach sich zog. Für ein Jahr setzte er daher seine Studien an der Universität in Heidelberg im Fach Kameralwissenschaften fort, kehrte dann aber nach Löwen zurück um sein Studium der Rechtswissenschaften zu beenden. Die Einnahme von Brabant durch französische Revolutionstruppen und deren Vordringen bis an den Rhein erzwang dann jedoch das Verlassen der Hochschule. Theodor von Negri zog daraufhin mit seinem Vater, Franz Wilhelm Joseph nach Düsseldorf, der Hauptstadt des Herzogtums Jülich-Berg.

### Offizier und Landadliger
In Düsseldorf suchte von Negri die Vermittlung des Jülichen Geheimrats, Hofratspräsident Friedrich Wilhelm von Ritz und stellte sich seinem österreichischen Landesherren durch Eintritt in dessen Armee zur Verfügung. Am 28. Oktober 1794 als Fähnrich in das 1. k. k. Infanterie-Regiment aufgenommen, war von Negri an den ersten Koalitionskriegen beteiligt, zuletzt im Rang eines Oberleutnants, ehe er im Mai 1801 seinen Abschied nahm.
Theodor von Negri, der in dieser Zeit auch Jeanette von Leerodt heiratete, blieb „als stiller Landbewohner“ auf dem seinen Großeltern mütterlicherseits gehörenden Schloss Zweibrüggen, zog dann aber nach Aachen, wo ihm Jean Charles François de Ladoucette, Präfekt des Département de la Roer eine Präfekturratsstelle anbot. Augenfällig lehnte er es jedoch ab, unter französischer Herrschaft ein staatliches Amt anzutreten. Nach deren Ende stellte sich Theodor von Negri 1814 dem neuen Generalgouverneur des Generalgouvernements Niederrhein Johann August Sack zur Verfügung, der ihn unter dem Kommando des Majors von Siegler mit dem Aufbau eines Landwehrbataillons beauftragte. Bei Errichtung der Bürgermiliz wurde er dann im Mai 1814 Chef des für die Stadt Aachen aufgestellten Bataillons.
Nach dem Übergang an Preußen wurde Negri als Premierleutnant der nicht besoldeten Infanterie in die Preußische Armee aufgenommen. Als Angehöriger der 1820 eingerichteten Garnison Malmedy, in der das 3. Bataillon des 25. Landwehr-Regiments als Teil der 15. Division (Köln) im VIII. Armee-Korps (Koblenz) stationiert wurde, führte er während Truppenübungen eine Kompanie des 3. Bataillons. Erst 1821 schied er aus dem Militärdienst aus, nicht zuletzt, da die Doppelbelastung mit der Verwaltung des Landratsamtes für ihn nicht mehr zu tragen war.

### Landrat des Kreises Malmedy
Nach dem Übergang der Rheinlande als Folge der auf dem Wiener Kongress getroffenen Beschlüsse und der anschließenden Einteilung der Provinz in Regierungsbezirke, Städte und Landkreise, wurde er schließlich am 20. April 1816 zum kommissarischen Landrat des Kreises Malmedy ernannt. Die definitive Bestätigung seiner Einsetzung erging mit Allerhöchster Kabinettsorder vom 16. Januar 1817. Zuvor war wohl ein in Lüttich seit Mai 1814 eingesetzter höherer Beamter, C. von Harley für die Stelle vorgesehen, von Negri verfügte auch nicht über den entsprechend Kabinettsorder vorgesehenen Gutsbesitz innerhalb des zu besetzenden Kreises. 1821 erfuhr sein Verwaltungsgebiet nochmals eine beträchtliche Erweiterung, als der bisherige Kreis Sankt Vith aufgelöst und die diesem zugehörigen zehn Bürgermeistereien dem Kreis Malmedy zugeschlagen wurden.
In den Wochen nach der Julirevolution von 1830 organisierte von Negri eine Bürgerwehr, die besonders bei den nächtlichen Kontrollgängen mögliche Gefahren frühzeitig abwehren sollte. Zu ihrer Verstärkung gelangte am 8. September auch eine Füsiler-Kompanie des 28. Infanterie-Regiments in die Stadt. Sie konnte jedoch nach kurzer Zeit wieder abrücken, da im Kreisgebiet keine Unruhe aufkam, obwohl Missernten zu befürchten waren und die Brotpreise anzogen.
Theodor von Negri reichte am 1. Februar 1840 ein Gesuch um Pensionierung ein, dem mit Dimissoriale vom 15. Mai zum 30. Juni 1840 stattgegeben wurde. Sein Ruhegehalt betrug vier Achtel seines letzten Gehalts, entsprechend 600 Taler/Jahr. Bereits 1831 hatte ihm der preußische König den Roten Adler-Orden III. Klasse verliehen, nach Kaufmann womöglich eine Belohnung für sein Handeln 1830. Bei seinem Abschied erhielt er auch noch die Schleife zum Roten Adler-Orden III. Klasse. Der 68-jährige von Negri litt zunehmend unter Gicht; sowohl seine Körperkräfte, als auch seine geistige Frische ließen wohl verstärkt nach. Die zahlreichen Dienstreisen in dem ausgedehnten Landkreis, dessen Sitz mit Malmedy im äußersten Westen lag und die auf Grund der schlechten Wegeverhältnisse meist nur per Pferd bewältigt werden konnten, hatten Spuren hinterlassen.
Von 1819 bis 1840 stand als Kreissekretär Fr. L. Wolff an seiner Seite. Dieser, der in Heidelberg studiert hatte und der französischen Sprache kundig war, bildete mit einem Kreisschreiber das Büropersonal des Landrats Theodor von Negri. In zudem nur sehr eingeschränkten räumlichen Verhältnissen. Da von Negri nur sehr unvollkommen der deutschen Schreibsprache mächtig war, verfasste Wolff für diesen die allfälligen Berichte und Verfügungen. Theodor von Negri zog sich nach Aachen zurück, wo er nach jahrelanger schmerzvoller Krankheit 1852 starb. Mit einer Dienstzeit von annähernd einem Vierteljahrhundert blieb er der am längsten in Malmedy amtierende Landrat.

„Negri war nach dem Urteil des späteren Landrats Frühbuss, der ihn gut kannte, mit nur bescheidenen Geistesgaben ausgestattet. Aber was ihn auszeichnete, war neben starker Willenskraft und unermüdlichem Fleiß die große Ehrenhaftigkeit seiner Gesinnung.“

## Familie
1801 heiratete der Katholik Theodor von Negri in erster, ohne Nachkommen gebliebenen Ehe Maria Alexandrina Anna Johanna Agilolpha Josepha Antonetta genannt Jeanette von Leerodt (getauft am 9. Juli 1764 auf Schloss Leerodt; gestorben am 30. März 1821 in Malmedy), eine Tochter des Johann Jakob Josef Anton Freiherr von Leerodt und dessen Ehefrau Maria Odilia Elisabetha Catharina Charlotte Johanna Nepomucena von Leerodt, geborene Gräfin von Satzenhoven zu Bechtolsheim. 
Von Negri schritt danach vor dem Mai 1825 erneut zur Ehe. Antonia Freiin von Broich (geboren am 17. Oktober 1793 auf Schloss Broich bei Montzen; gestorben am 12. Januar 1878 in Aachen) war eine Tochter des Karl Freiherrn von Broich und dessen Ehefrau Maria Anne von Broich, geborene de Sluse. Ihr Neffe, Eduard Freiherr von Broich, bekleidete von 1865 bis 1876 das Amt des Landrats von Malmedy. 
Aus der zweiten Ehe Negris gingen fünf Kinder hervor, darunter eine Tochter.